# Formica limata
Formica limata är en myrart som beskrevs av Wheeler 1913. Formica limata ingår i släktet Formica och familjen myror. Inga underarter finns listade i Catalogue of Life.

## Bildgalleri

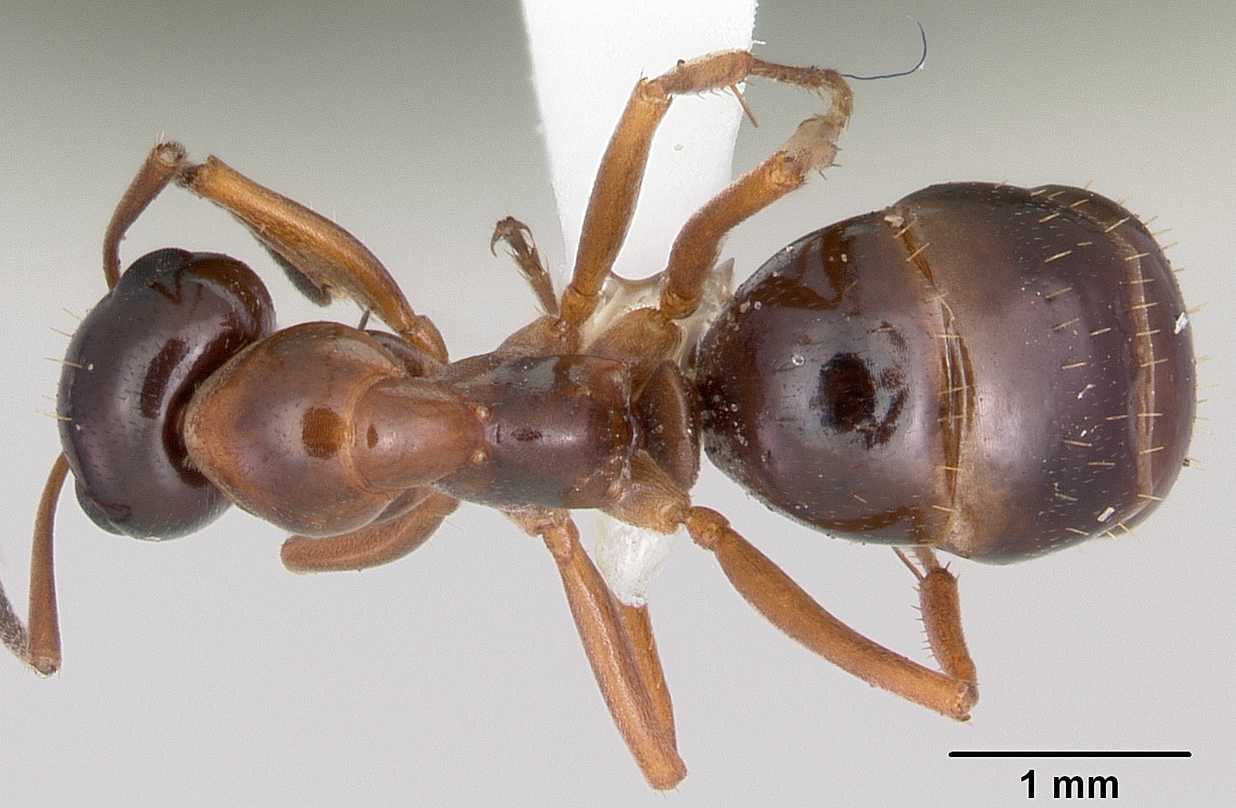
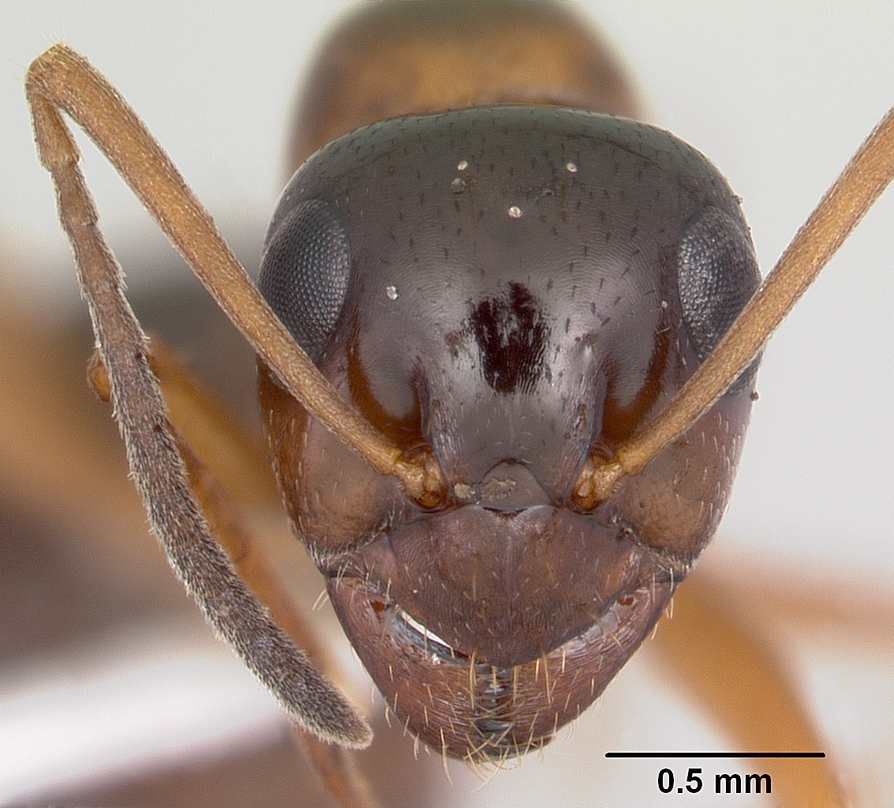
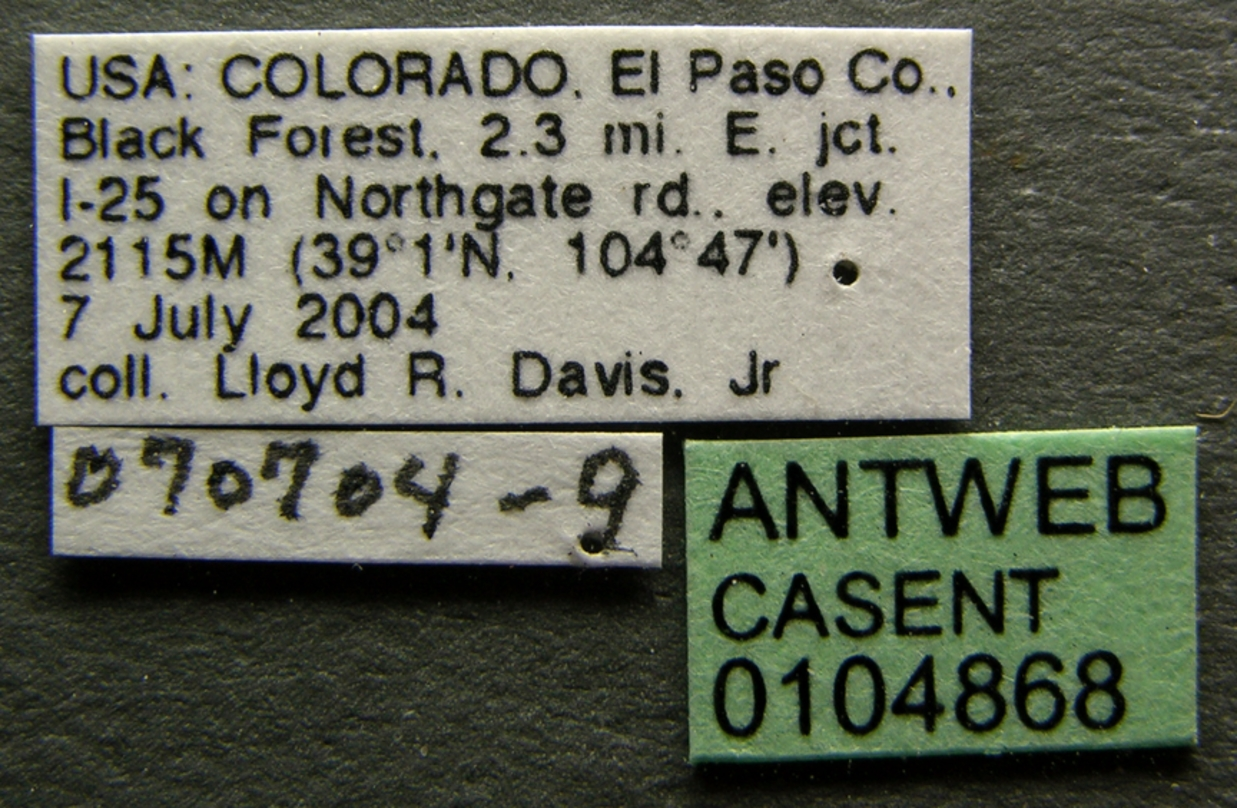
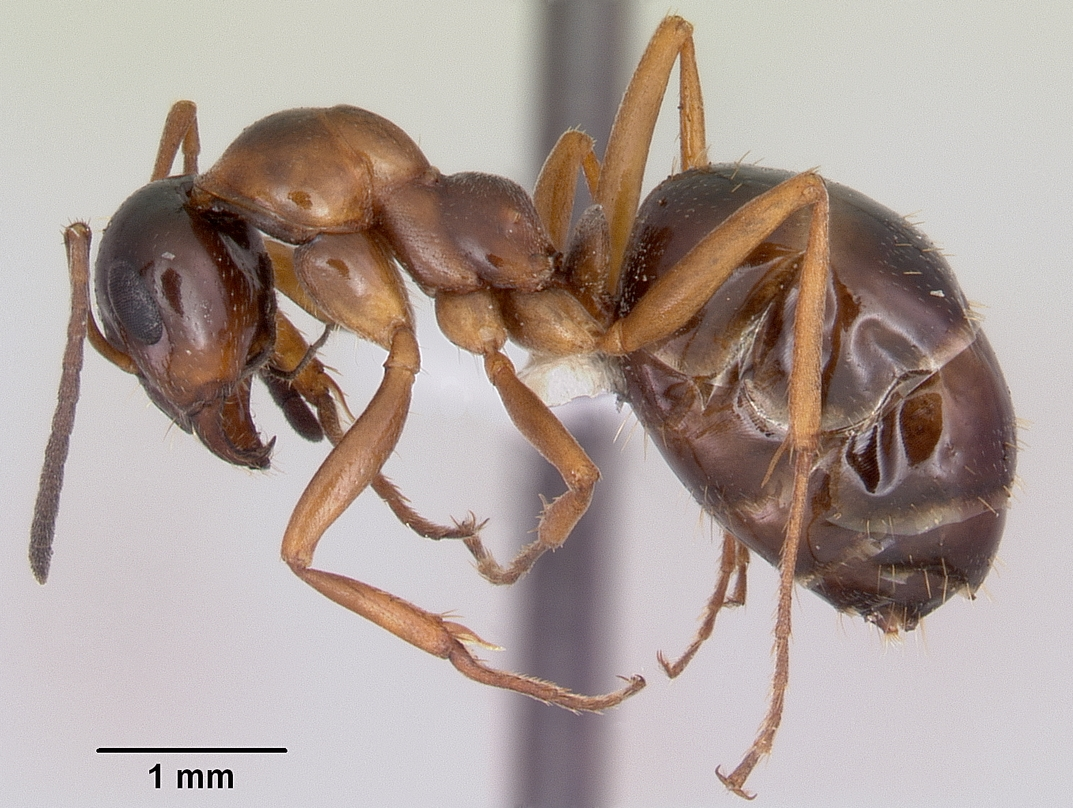
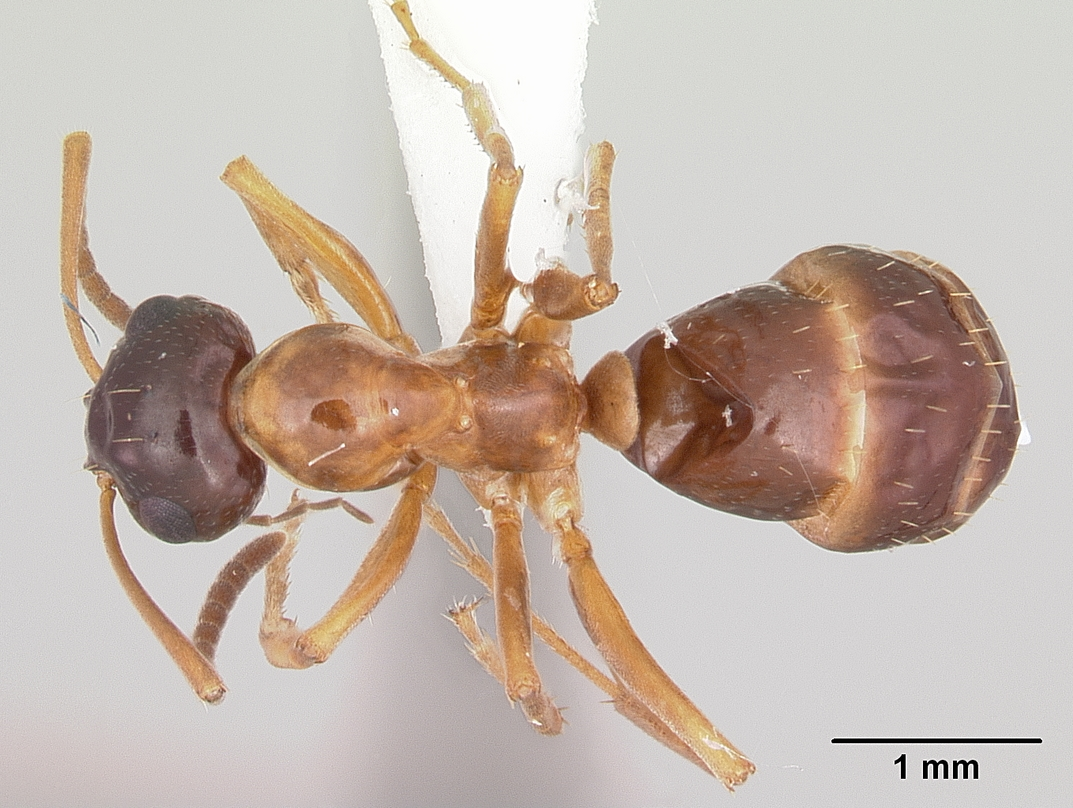
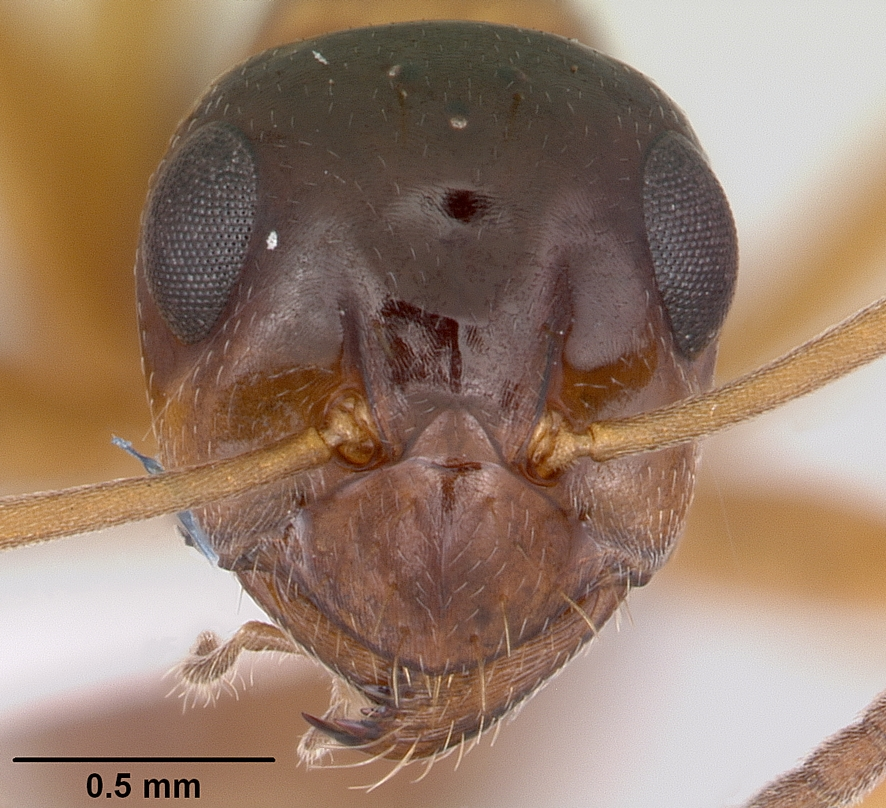